# Problema dels neutrins solars
El problema dels neutrins solars va ser una gran discrepància entre les mesures dels nombres de neutrins que arriben a la Terra i els models teòrics de l'interior del Sol, durant des de mitjans de la dècada dels seixanta fins aproximadament el 2002. La discrepància s'ha resolt gràcies a la nova comprensió dels neutrins, requerint una modificació del Model estàndard de física de partícules, concretament en les oscil·lacions de neutrins. Bàsicament, com que els neutrins tenen massa, poden canviar de tipus del que s'espera que fos creat a l'interior del sol, i passar a ser de dos tipus que no serien capturats pels detectors que tenim actualment.

## Introducció
El Sol és un reactor natural que es basa en la fusió nuclear, alimentat per la reacció protó-protó en cadena, la qual converteix quatre nuclis atòmics d'hidrogen (protons) en heli, neutrins, positrons i energia. L'excés d'energia és alliberat en rajos gamma i en energia cinètica de les partícules i dels neutrins, els quals viatgen des de l'escorça del Sol fins a la Terra sense cap absorció per part de les capes exteriors del Sol.
A mesura que els detectors esdevenen suficientment sensibles per mesurar el flux de neutrins del Sol, cada vegada es veu més clar que el nombre de detectats era menor que el predit pels models de l'interior del sol. En diversos experiments, el nombre de neutrins detectats estava entre un terç i una meitat del nombre predit. Això es va anomenar el problema dels neutrins solars.

## Mesures
Al final dels anys seixanta, l'experiment de Homestake de Ray Davis i John N. Bahcall va ser el primer que va mesurar el flux de neutrins del Sol i va detectar un dèficit. L'experiment feia servir un detector basat en el clor. Molts experiments successors de detectors radioquímics i de Radiació de Txerenkov van confirmar el dèficit, incloent l'Observatori de Neutrins de Sudburi (Sudbury Neutrino Observatory).
El nombre esperat de neutrins solars ha estat calculada basada en el model solar estàndard, el qual Bahcall va ajudar a establir i el qual dona detalls dels processos interns del Sol.
El 2002, Ray Davis i Masatoshi Koshiba van guanyar part del Premi Nobel de Física pel treball experimental que va trobar que el nombre de neutrins solars era aproximadament un terç del nombre predit pel model solar estàndard.

## Solucions proposades

### Canvis al model solar
Actualment es creu que la discrepància proposada que el model del Sol estava malament, és a dir la temperatura i la pressió a l'interior del Sol era substancialment diferent del que es creia. Per exemple, des de la mesura dels neutrins, la quantitat actual de la fusió nuclear, es va suggerir que els processos nuclears a l'escorça del Sol podrien acabar-se temporalment. Atès que calen milers d'anys perquè l'energia vagi des del centre fins a l'escorça del Sol, això no seria immediat.
No obstant això, aquestes solucions es van fer insostenibles pels avenços, tant en heliosismologia, l'estudi del propagament de les ones a través del sol, com en la mesura dels neutrins.
Les observacions heliosismològiques van fer possible mesurar les temperatures de l'interior del sol; això està d'acord amb els models solars estàndards. (Hi ha problemes no resolts sobre l'estructura del que es va trobar amb l'heliosismologia. En comptes de l'antic model d'integració vertical de convecció, els corrents de raig horitzontal es troben a la capa superior de la zona convectiva. Els petits van ser trobats al voltant de cada pol i els més grans es van estendre cap a l'equador. No és sorprenent que aquests tinguin diferents velocitats.)
Observacions detallades de l'espectre dels neutrins dels més avançats observatoris de neutrins també han trobat resultats que no coincideixen amb el model solar. Com a conseqüència, el flux més baix total de neutrins (els quals es troben amb l'experiment de Homestake) requereix una reducció en la temperatura del nucli solar. Això no obstant, detalls en l'espectre d'emissió dels neutrins necessiten una temperatura del nucli més elevada. Això passa perquè els diferents neutrins d'energia estan produïts en diferents reaccions nuclears, la velocitat de les quals tenen diferent dependència de la temperatura; per tal d'unir parts de l'espectre del neutrí es necessiten energies més elevades. Una anàlisi exhaustiva sobre alternatives no va trobar cap combinació de paràmetres del model solar que fos capaç de produir l'espectre observat dels neutrins d'energia, i tots els ajustaments podrien introduir-se al model empitjorant alguns aspectes de les discrepàncies.

## Solució
Actualment, s'admet que el problema dels neutrins solars ha resultat de la inadequada comprensió de les propietats dels neutrins. D'acord amb el model estàndard de física de partícules, hi ha tres tipus diferents de neutrins:
- neutrins electrònics (són els que estan produïts al Sol i els que són detectats pels experiments esmentats anteriorment, en particular el detector de clor de Homestake Mine).
- neutrins muònics.
- neutrins tauònics.

El 1970 es creia àmpliament que els neutrins no tenien massa i els seus tipus eren invariants. Això no obstant, el 1968 Pontecorvo va proposar que si els neutrins tinguessin massa podrien canviar d'un tipus a un altre.
 D'aquesta manera, els neutrins solars "perduts" podrien ser neutrins electrònics els quals canviarien en altres tipus durant el seu viatge a la Terra i, per tant, no serien detectats.
La supernova 1987A va indicar que els neturins podrien tenir massa degut a la diferència de temps d'arrivada a la Terra d'aquests detectada al Super-Kamiokande i l'IMB. Això no obstant, com que hi va haver pocs esdeveniments per detectar neutrins, va ser difícil treure conclusions amb certesa. Però també va dificultar la tasca el fet que els detectors no tinguessin uns rellotges precisos.
Si els neutrins no tinguessin massa, haurien de viatjar a la velocitat de la llum; si tinguessin massa viatjarien a velocitats lleugerament més baixes que la de la llum. Malauradament els detectors no estaven suficientment preparats i no es van poder detactar.
La primera evidència més reforçada per l'oscil·lació de neutrins va tenir lloc el 1998 per part de l'observatori Super-Kamiokande en col·laboració amb el Japó. Va observar neutrins muònics (produïts a la part més alta de l'atmosfera degut als rajos còsmics) canviant a neutrins tauònics. El que es va demostrar va ser que es detectaven menys neutrins a través de la Terra que els que es detectaven directament sobre el detector. Però no només això, les seves observacions només afectaven els neutrins muònics que venien de la interacció dels rajos còsmics amb l'atmosfera terrestre. No es van poder observar neutrins tauònics a l'observatori.
Les proves evidents per l'oscil·lació de neutrins solars arribà el 2001 des del Sudbury Neutrino Observatory (SNO) al Canadà. Va detectar tota mena de neutrins que venien del Sol i va ser capaç de distingir entre neutrins electrònics i els altres dos sabors (però no va poder diferenciar els sabors dels muons i els tauons) només usant aigua pesant com a medi de detecció. Després de grans anàlisis estadístiques, es va trobar que el 35% dels neutrinos que arriben des del Sol són neutrins electrònics, sent els altres neutrins muònics o tauònics. El nombre total de neutrinos detectats coincideix força amb les prediccions anteriors de la física nuclear, basada en les reaccions de fusió dins del Sol.